# Harper's Bazaar
Harper's Bazaar è una rivista statunitense di moda fondata nel 1867 da Fletcher Harper della società Harper & Brothers, che si rivolge principalmente a un pubblico femminile.

## Storia

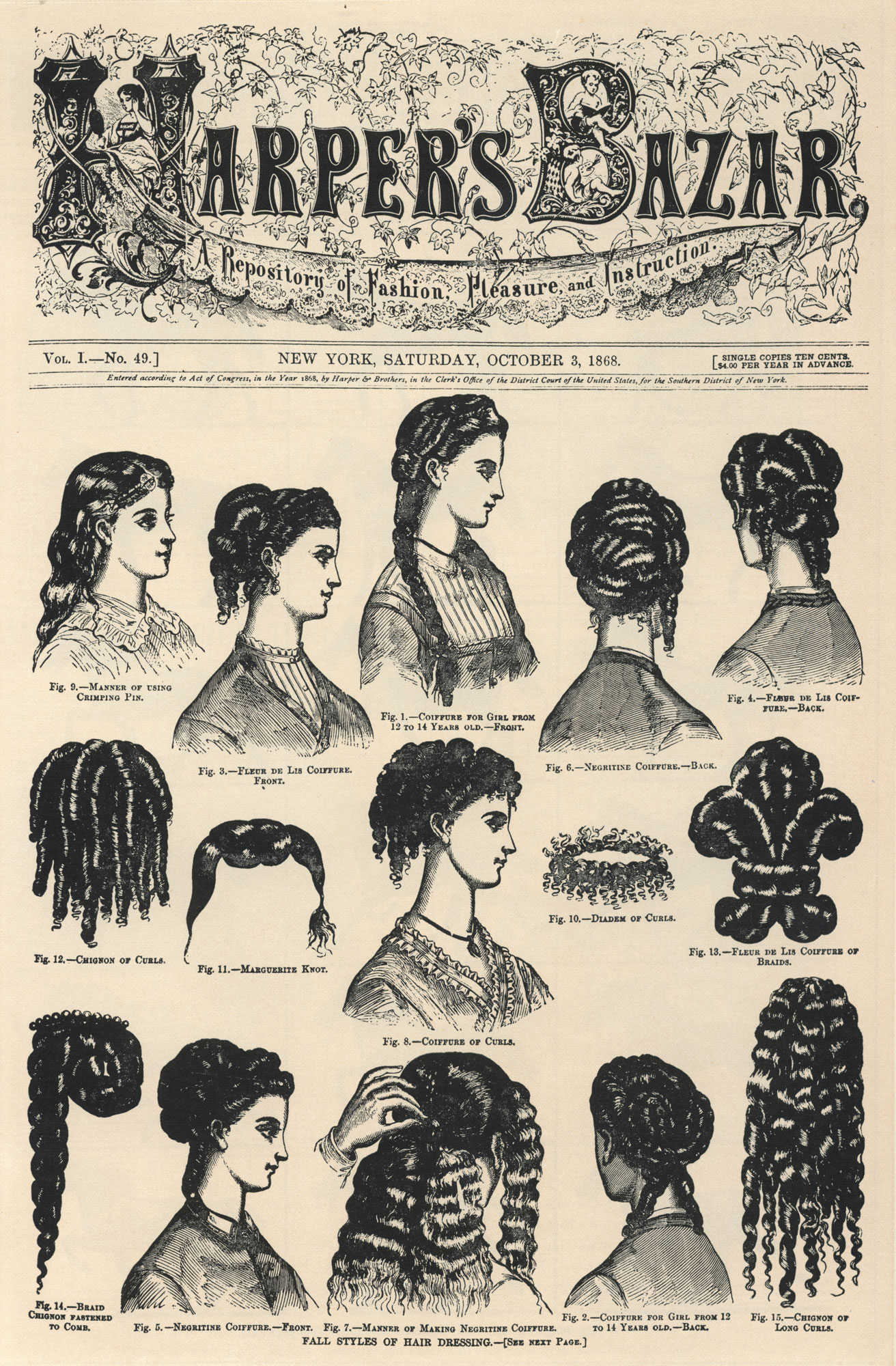
Una copertina storica di Harper's Bazaar

La rivista, pubblicata inizialmente come settimanale di lusso col sottotitolo di A Repository of Fashion, Pleasure and Instruction, uscì per la prima volta il 2 novembre 1867 e si trasformò in un mensile nel 1901. Nel 1912 fu acquistata dall'editore statunitense William Randolph Hearst. Fu intitolata Harper's Bazar fino al 1929, anno in cui fu aggiunta la seconda "a".
Nel corso dei decenni divenne la naturale antagonista di Vogue grazie ad una politica di ingaggi di grandi firme. Hanno lavorato per la rivista fotografi come Herbert List, Helmut Newton, Diane Arbus, Richard Avedon, Patrick Demarchelier, Man Ray, Oliviero Toscani, Inez van Lamsweerde, Hendrik Kerstens, Herb Ritts, e giornalisti, molto spesso "rubati" a Vogue, come Carmel Snow e Diana Vreeland.
Tra il 1891 e il 1901 ne fu art director uno dei padri della grafica americana, Edward Penfield, mentre tra il 1934 e il 1958 il russo Alexey Brodovitch. Sempre tra i graphic designer celebri che lavorarono per Harper's Bazaar, realizzandone le copertine, è possibile citare i nomi di William Bradley e Cassandre.
Attualmente la rivista è pubblicata in 32 paesi, fra cui l’Italia, dove esiste l’edizione web, Harpersbazaar.com/it. Per un breve periodo in Italia fu messa in vendita un'inedita versione maschile Harper's Bazaar Uomo.

## L'illustrazione di moda
La rivista ebbe un ruolo importante nel campo dell'illustrazione di moda, a partire dal contratto in esclusiva che riservò all'illustratore di origine russa Erté, durato dal 1915 al 1938 ma concentrato negli anni fino al 1926, anno in cui l'artista cominciò a lavorare maggiormente nel campo delle produzioni teatrali.
A metà degli anni venti cominciarono a farsi sentire nel campo della moda le influenze delle correnti artistiche del modernismo, del cubismo, dell'espressionismo, del futurismo e della pittura astratta, che si manifestarono innanzitutto nella silhouette snella e slanciata scelta in quegli anni per rappresentare la figura umana (femminile in particolare) e incarnata dal fenomeno della flapper girl o della garçonne, un tipo ideale di donna giovane e disinibita che faceva allora il suo ingresso nell'età del jazz. Rispetto a questo nuovo modello grafico, il lavoro di Erté risultò sorpassato e il suo posto fu preso da illustratori quali Eduardo Benito, George Barbier e Georges Lepape.
Nel 1922 William Hearst strappò a Vogue Adolf de Meyer, scegliendo con ciò di dare alla fotografia maggiore risalto all'interno di Harper's Bazaar. Lo stile etereo delle sue fotografie fu poi soppiantato dal gusto del designer Alexey Brodovitch, nominato art director della rivista da Carmel Snow, redattore capo dal 1932 e anch'esso strappato alla redazione di Vogue. Brodovitch fece un uso innovativo dello spazio bianco nella pagina e del bianco e nero - unito ad un unico secondo colore - e diede un'organizzazione di tipo cinematografico alla messa in pagina. Grazie alla sua conoscenza dell'ambiente parigino riuscì a coinvolgere artisti europei come Jean Cocteau, Raoul Dufy, Marc Chagall, Man Ray, Cassandre, Salvador Dalí e Giorgio de Chirico.
In seguito, illustrazione e fotografia di moda si contesero lo spazio delle riviste di moda influenzandosi reciprocamente fino agli anni cinquanta, quando la fotografia assunse un ruolo di assoluta superiorità.
Nel 2018, l'edizione saudita della rivista (Harper's Bazaar Arabia) diviene il primo magazine in Arabia Saudita a mettere in copertina una donna.